# Sziki cickafark
A sziki cickafark (Achillea aspleniifolia) a fészkesvirágzatúak (Asterales) rendjébe sorolt őszirózsafélék (Asteraceae) családjának őszirózsaformák (Asteroideae) alcsaládjában .

## Származása, elterjedése
A Kárpát-medencében endemikus, ú.n. pannon flóraelem. A Nagyalföldön meglehetősen gyakori (Bokortanya).

## Megjelenése, felépítése
Merev, felálló, szögletes szára a vízellátástól függően 20–80 cm magasra nő.
Szórtan álló, lándzsa alakú levelei nagyon mélyen, sok hasábra szeldeltek, a levélkék széle fűrészes (Növényhatározó). Levélszárnyai karéjosak vagy hasogatottak, tojásdad vagy hosszúkás cimpákkal.
Megdörzsölve szára és levele is a fehér virágú cickafark fajokéhoz hasonló, erős illatot áraszt (Növényhatározó), de mind a közönséges, mind a mezei cickafarkénál kevesebb hatóanyagot tartalmaz (Bokortanya). Nem mérgező.
Gyökérzete tarack, amiről intenzíven sarjad (Növényhatározó).
Sátorozó virágzata sok kis csöves és nyelves virágból áll (Növényhatározó). Virágának színe a talajtól függően a sötétbordós-lilástól a halvány rózsaszínig változó: kiszáradó sziken sötétebb, a nedves élőhelyeken világos (Botta, 1987). Nagyon ritkán feltűnnek fehér virágú egyedei is (Bokortanya).
Termése kaszat.

## Életmódja, termőhelye
Évelő. Nem csupán nedves szikeseken jelenik meg, de egyéb üde gyepekben, sőt, mocsárréteken is. A szikesek közül a kevésbé sós talajú szoloncsákokon nő; a legjobban a kissé meszes talajokon érzi magát.
- A szikes és sziktelen területek határzónájára[4] jellemző cickórós szikes puszta (Achilleo-Festucetum pseudovinae) növénytársulás egyik karakterfaja;[5]
- a főleg a Velencei-tótól délre jellemző pitypangos sziki sásrét (Taraxaco bessarabicae-Caricetum distantis) növénytársulás jellegfaja;
- nő a meszes talajú kékperjés réteken (Succiso-Molinietum hungaricae)is.[6]

Ivartalanul szaporodva szobányi méretű foltokká is nőhet. Főleg a szárazabb élőhelyeken más növényeket teljesen kiszoríthat maga mellől.
Május–júniustól szeptember–októberig folyamatosan nyílik.

### Felhasználása
Hosszú virágzása miatt kertekben az évelőágyak nyári dísze lehet. Nedvesebb talajon vezérnövényként kisebb csoportokba, szárazabb részeken párnanövénynek ültethető (Botta, 1987).